# Meinenbroich
Meinenbroich ist ein Hof in Lohmar im Rhein-Sieg-Kreis in Nordrhein-Westfalen.

## Geographie
Meinenbroich liegt im Nordwesten der Stadt Lohmar. Umliegende Ortschaften und Weiler sind Schlehecken und Honrath im Norden, Honrath im Nordosten und Osten, Birken und Stumpf im Südosten, Weilerhohn im Süden, Dachskuhl, Schiefelbusch und Broich im Südwesten, Wickuhl im Westen sowie Schlehecken im Nordwesten.

## Gewässer
Südlich von Meinenbroich entspringt der Gammersbach, ein orographisch linker Nebenfluss der Sülz.

## Verkehr
Meinenbroich liegt an der Kreuzung von der Landesstraße 84 und der Kreisstraße 39.